# 14 Андромеды
14 Андромеды (лат. 14 Andromedae), HD 221345, или Веритате (лат. Veritate) — звезда, которая находится в созвездии Андромеда на расстоянии около 249 св. лет от Солнца. Вокруг звезды обращается как минимум одна планета.

## Характеристики
14 Андромеды является оранжевым гигантом, по массе и размерам превосходящим Солнце в 2,2 и 11 раз соответственно. Температура поверхности значительно уступает солнечной, что характерно для звёзд подобного класса; она составляет приблизительно 4813 кельвинов. В то же время светимость звезды в 58 раз больше светимости Солнца.

## Планетная система
В 2008 году командой японских астрономов из астрофизической обсерватории Окаяма было объявлено об открытии планеты 14 Андромеды b в системе. Планета представляет собой газовый гигант, превосходящий по массе Юпитер почти в 5 раз. Она обращается на среднем расстоянии 0,83 а. е. от родительской звезды, совершая полный оборот за 185 суток. Открытие было совершено методом Доплера.

## Название
Планета и центральная звезда системы относятся к списку планетных систем, выбранных Международным астрономическим союзом для общественного обсуждения по присвоению названий экзопланетам и их звёздам (тем из них, у которых собственного имени ещё нет). Процесс обсуждения включает общественное выдвижение и голосование за новые имена с участием общественности, после чего МАС официально утверждает новые названия. В декабре 2015 года МАС объявил, что выигравшие названия (предложенные обществом любителей астрономии из г. Тандер-Бей, Канада) таковы:
- Веритате (Veritate) для звезды. Отложительный падеж (аблатив) от лат. veritas «истина», означает приблизительно «где есть истина». Предложенное изначально название в именительном падеже (Veritas) не использовано, чтобы избежать смешения с астероидом (490) Веритас из Солнечной системы.
- Спе (Spe) для планеты 14 Андромеды b. Отложительный падеж (аблатив) от лат. spes «надежда», означает приблизительно «где есть надежда».